# Michel Chion
Michel Chion (* 16. Januar 1947 in Creil im Département Oise) ist ein französischer Autor und Komponist der Elektronischen Musik und der Musique concrète.

## Leben und Werk
Nach einem Studium der Literatur und Musik begann Michel Chion 1970 für die französische Rundfunkanstalt Office de Radiodiffusion Télévision Française zu arbeiten. Er war Assistent von Pierre Schaeffer am Pariser Konservatorium und von 1971 bis 1976 Mitglied der Groupe de recherches musicales. Er lernte den Videokünstler Robert Cahen kennen, mit dem ihn eine jahrelange Freundschaft und musikalische Zusammenarbeit verbindet. Chion ist Professor an der Universität Paris III.
Michel Chion hat neben seinen Kompositionen zahlreiche Texte über Ton, Musik und Sprache im Film verfasst, unter anderem über Pierre Henry, François Bayle, Charlie Chaplin, Jacques Tati, David Lynch, Stanley Kubrick und Andrei Tarkowski. Er schrieb 16 Bücher und veröffentlichte in Cahiers du cinéma.

### In deutscher Übersetzung
- Michel Chion: Techniken des Drehbuchschreibens. Alexander Verlag, Berlin 2001, ISBN 978-3-89581-064-0 (französisch: Ecrire Un Scenario.).
- Michel Chion: Die Kunst fixierter Klänge – oder die Musique Concrètement. Band 7. Merve-Verlag, Berlin 2010, ISBN 978-3-88396-261-0 (französisch: L'Art des sons fixés ou La musique concrètement. Übersetzt von Ronald Voullié).
- Michel Chion: Audio-Vision. Hrsg.: Prof. J.U. Lensing. Schiele und Schön, Berlin 2012, ISBN 978-3-7949-0827-1 (französisch: L´Audio-Vision. Son et image au cinéma. Übersetzt von Alexandra Fuchs).

### In Originalsprache oder englisch
- 1982. (With Norbert Dufourcq and Marcelle Benoit). La musique électroacoustique. Paris: Presses Universitaires de France. ISBN 2-13-037262-7
- 1984. La voix au cinéma. [N.p.]: Cahiers du Cinema Livres. ISBN 2-86642-004-7[4]
- 1983. Guide des objets sonores: Pierre Schaeffer et la recherche musicale . Bibliothèque de recherche musicale. [N.p.]: Buchet Chastel. ISBN 2-7020-1439-9
- 1985. Le son au cinéma. New, revised and corrected edition. [N.p.]: Cahiers du Cinema Livres. ISBN 2-86642-023-3
- 1987. Jacques Tati. Collection „Auteurs“. [N.p.]: Cahiers du Cinema. ISBN 2-86642-058-6
- 1994. Musiques, Médias, Technologie
- 1994. La symphonie à l'époque romantique. Les chemins de la musique. Paris: Fayard. ISBN 2-213-59271-3
- 1995. La musique au cinéma. Les chemins de la musique. Paris: Fayard. ISBN 2-213-59466-X
- 2001. David Lynch. New, enlarged edition. Collection „Auteurs“. [N.p.]: Cahiers du Cinema Livres. ISBN 2-86642-319-4
- 2002. Technique et création au cinéma
- 2004. The Thin Red Line. London: British Film Institute. ISBN 978-1-84457-044-7. Monograph about Terrence Malick's film The Thin Red Line; translated from the French by Trista Selous. A French version appeared in 2005.
- 2005. Stanley Kubrick : L'humain, ni plus ni moins. Collection „Auteurs“. [N.p.]: Cahiers du Cinema Livres. ISBN 2-86642-392-5
- 2005. Le son. [N.p.]: Armand Colin. ISBN 2-200-34103-2
- 2005. L´Audio-Vision. Son et image au cinéma. [N.p.]: Nathan. ISBN 2-09-190704-9 English edition, edited and translated by Claudia Gorbman, as Audio-Vision: Sound on Screen (New York: Columbia University Press, 1994) ISBN 0-231-07898-6
- 2008. Andrei Tarkovski. [N.p.]: Cahiers du Cinema Livres. ISBN 2-86642-503-0
- 2009. Film: A Sound Art. New York: Columbia University Press. ISBN 978-0-231-13777-5
- 2016. Sound. An Acoulogical Treatise. Durham and London: Duke University Press. ISBN 978-0-8223-6039-1

## Aufnahmen
- La Vie En Prose – Une Symphonie Concrète (Broccoli 2011)
- Diktat (Nuun Records, Musique Concrète, 2010)
- Tu (Broccoli, BROCOLI 002, 2006)
- Les 120 jours with Lionel Marchetti, Jérôme Noetinger (Fringes, FRINGES ARCHIVE_03, 2004)
- Dix-sept minutes (Cinéma pour l'oreille, MKCD 032, 2002)
- L'opéra concret (MCE, MCE 01, 1998)
- On n'arrête pas le regret (Ina-GRM, INA_E 5005, 1996)
- Gloria (Cinéma pour l'oreille, MKCD 015, 1995)
- Préludes à la vie (empreintes DIGITALes, IMED 9523, 1995)
- Requiem (empreintes DIGITALes, IMED 9312, 1993)
- Credo mambo (Cinéma pour l'oreille, MKCD 004, 1992)
- La tentation de saint Antoine; La ronde (Ina-GRM, INA_C 2002/03, 1991)

## Arbeiten
- 24 préludes à la vie (1989–1991)
- Crayonnés ferroviaires (1992)
- Credo Mambo (1992)
- Dix-sept minutes (2000)
- L'été (1982)
- Gloria (1994)
- Hymne de l'enfant à son réveil (1997)
- L'isle sonante (1998, 2005)
- La machine à passer le temps (1972)
- La Messe de terre (1996, 2003)
- Nuit noire (1979–1985)
- On n'arrête pas le regret (1975)
- Le prisonnier du son (1972–1991)
- Requiem (1973)
- La Ronde (1982)
- La roue (1972–1985)
- Sambas pour un jour de pluie (1985)
- Sonate (1990)
- Suite volatile (1984)
- La Tentation de saint Antoine (1984)
- Tu (1977, 96)
- Une symphonie concrète (2006-)
- Variations (1990)